# Horváth Henrik (művészettörténész)
Horváth Henrik (Szászhermány, 1888. április 3. – Budapest, 1941. január 15.) művészettörténész, az MTA levelező tagja (1940).

## Családja
Horváth Péter községi jegyző, helytörténész és Boltsess Katalin fia. Felesége Kubelka Anna. Leánya Horváth Annemarie; fia Horváth Harry.

## Életútja
Tanulmányait Lipcsében, Münchenben és Bécsben végezte. Ezt követően a budapesti egyetemen szerezte meg doktori oklevelét.
Az első világháborúban a szerb, az orosz és az olasz fronton harcolt 1918-ig. 1919 és 1922 között a Futura cég tisztviselője volt, majd 1922 és 1925 között Olaszországban végzett művészettörténeti kutatásokat olasz állami ösztöndíjjal mint a Római Magyar Történeti Intézet tagja. 1922-től 1929-ig a Fővárosi Múzeum segédőre, 1929-től 1935-ig őre, 1935 és 1937 között osztályigazgatója, majd 1937 és 1941 között a székesfővárosi múzeumok központi igazgatója. 1930-tól 1937-ig a Pázmány Péter Tudományegyetemen mint magántanár működött, 1937-től 1941-ig a középkori művészet címzetes nyilvános rendkívüli tanára volt. Halálát gyomorrák okozta.

## Fontosabb művei
- Buda a középkorban (Bp., 1932)
- Pannoniai antik elemek továbbélése román épületplasztikánkban (Pécs, 1935)
- A magyar szobrászat kezdetei (Bp., 1936)
- Zsigmond király és kora (Bp., 1937)
- Budapest művészeti emlékei (Bp., 1938)
- Középkori budai fejek (Bp., 1941)